# Wo gehest du hin?
Wo gehest du hin? (Où vas-tu ?), (BWV 166), est une cantate composée par Johann Sebastian Bach pour le quatrième dimanche après Pâques et exécutée le 7 mai 1724. Pour cette destination liturgique, une autre cantate a franchi le seuil de la postérité : la BWV 108.

## Histoire
Les lectures prescrites pour le dimanche étaient Pierre 2,11-20 et Jean 16, 16-23, où Jésus annonce sa seconde venue dans son discours d'adieu. Le poète inconnu reprend la question qui vient de l'Évangile pour servir de première phrase chantée par la basse en tant que Vox Christi. Le thème de la cantate est alors la réponse à la question de savoir dans quelle direction doit aller la vie. Le poète insère la troisième strophe du choral Herr Christ, Jésus, ich weiss gar wohl de Bartholomäus Ringwaldt (1582) pour la 3e partie et le choral Wer weiß, wie nahe mir mein Ende (1688) de Ämilie Juliane Schwarzbourg-Rudolstadt pour le choral final.

## Structure et instrumentation
La cantate est écrite pour hautbois, deux violons, alto et basse continue, quatre voix solistes (soprano, alto, ténor, basse) et un chœur à quatre voix -seulement pour le choral de clôture-. Le cantus firmus de la 3e partie est chanté par la soprano du chœur.
1. arioso (basse) : Wo gehest du hin
2. aria (ténor) : Ich will an den Himmel denken
3. choral (soprano) : Ich bitte dich, Herr Jesu Christ
4. récitatif (basse) : Gleichwie die Regenwasser bald verfließen
5. aria (alto) : Man nehme sich in acht
6. choral : Wer weiß, wie nahe mir mein Ende

## Musique
Bach attribue la citation de l'Évangile du premier mouvement à la basse en tant que Vox Christi. La question « Wo gehest du hin? » (où vas-tu?) à laquelle Jésus ne répond pas dans l'Évangile est alors présentée comme une question plus générale que pose Jésus à l'auditeur. Cette simple question est un des textes les plus brefs pour un mouvement d'une cantate de Bach. L'aria du ténor fut publiée entièrement pour la première fois dans le Neue Bach-Ausgabe; cette aria est reprise dans le trio pour orgue BWV 584 (d'authenticité incertaine). La soprano chante le cantus firmus du troisième mouvement de façon tout à fait dépouillée et accompagnée des violons et alto à l'unisson, « avec grande vigueur et détermination, pressée par un constant continuo de croches »,. De façon très contrastée, la dernière aria illustre principalement le mot « lacht » (rires), bien que le texte avertisse que la chute peut advenir quand la chance rit. Les rires sont représentés par de « vibrantes doubles-croches des cordes » et des mélismes sur le mot « lacht ». Le choral final est arrangé en quatre parties.